# Международный кинофестиваль в Бангкоке
Международный кинофестиваль в Бангкоке (тайск. เทศกาลภาพยนตร์นานาชาติกรุงเทพฯ, англ. Bangkok International Film Festival/BKKIFF) — кинематографический конкурс и сопровождающие его мероприятия, проходящие ежегодно в Бангкоке (Таиланд) с 2003 года. Одно из наиболее престижных профессиональных мероприятий в Юго-Восточной Азии. Творческие соревнования проводятся в нескольких категориях, в главных номинациях победителям вручается премия «Золотая киннара».

## История
С 1998 года влиятельная национальная медийная компания Nation Multimedia Group проводила в столице Таиланда так называемый Кинофестиваль Бангкока (Bangkok Film Festival). В 2003 году, в союзе уже с государственным департаментом туризма Таиланда Tourism Authority of Thailand (ТАТ), впервые под названием Международный кинофестиваль в Бангкоке (Bangkok International Film Festival) смотр был проведён в новом статусе. Однако дальнейшего партнёрства не сложилось. Начиная с 2004 года, собственно Международный кинофестиваль в Бангкоке проводит ТАТ, а NMG, в противовес, основала Всемирный кинофестиваль в Бангкоке (World Film Festival of Bangkok). В первые годы своего существования фестиваль был более известен не творческими достижениями, а политическими и коррупционными скандалами. В 2006 году Таиландская федерация кинопроизводителей выступила с заявлением, что при выборе конкурсных работ мнение этой организации не учитывалось. В том же году после государственного переворота созданный военными Совет национальной безопасности сократил государственное финансирование фестиваля в три раза с 180 до 60 миллионов бат. В результате организаторы не исполнили ряд договорных обязательств и были вынуждены перенести конкурс 2007 года с января на июль. Известные деятели кино не приехали на мероприятие, а его вновь провозглашённая ориентация только на продукцию азиатского региона значительно сузила спектр демонстрируемых фильмов и, соответственно, снизила интерес к фестивалю. В этом же году организацию смотра была передана от Tourism Authority of Thailand в другое государственное ведомство — Департамент содействия экспорту (Department of Export Promotion).
7 декабря 2007 года Министерство юстиции США арестовала двух граждан США Геральда Грин и его жену Патрицию Грин — ведущих менеджеров организационного комитета фестиваля. Агент ФБР выдвинул против них письменное обвинение в даче взятки одному из руководителей ТАТ в сумме 1,7 миллионов долларов за право финансового управления заключаемыми в ходе мероприятий 2003—2007 года контрактами, общая сумма которых превысила 10 миллионов долларов. Официально взяткополучатель назван не был, но большинство независимых источников называют директора ТАТ Ютаму Сириван. Хотя она полностью отказалась от предположений журналистов, но свою карьеру (в том числе и политическую) вынуждена была завершить отставкой.
Всю первую половину 2008 года проведение фестиваля оставалось под вопросом. Он был всё таки проведён в сентябре (вместо запланированного ранее февраля) опять при участии ТАТ в качестве основного спонсора. Однако непосредственными организаторами выступили Национальная ассоциация кино и Ассоциация кинорежиссёров Таиланда. Участие профессионалов позволило мероприятию обрести необходимую стабильность. С тех пор фестиваль традиционно стартует в конце осени, но ещё дважды был перенесён: в 2011 году на три месяца из-за наводнения и в 2016 году на конец января 2017 года из-за смерти правящего монарха Пхумипона Адульядета (Рама IX).

## Программа и призы фестиваля
Программа фестиваля включает в себя следующие творческие конкурсы. Международная программа, на которую может быть отобрано до 12 фильмов ежегодно. Его оценивает международное жюри, которое определяет лучший фильм, лучшего режиссёра, лучших актёра и актрису. Отдельной программой демонстрируется кинопродукция стран Ассоциации государств Юго-Восточной Азии. Работы оцениваются киноведами из ФИПРЕССИ. Победитель получает «Золотую киннару» в категории Лучший фильм государств ASEAN. Отдельно проводится конкурс полнометражных документальных картин (из любых стран мира), где «Золотая киннара» присуждается Лучшему документальному фильму. От 10 до 15 лент рассматриваются в качестве дебютных работ молодых режиссёров. Номинация называется Лучший новый режиссёр.
Внеконкурсная программа состоит из следующих частей. Тайская панорама демонстрирует наиболее интересные с точки зрения организаторов тайские фильмы, выпущенные в течение последних 12 месяцев. Специальные презентации включают гала-премьеры новых фильмов, а также специальные просмотры восстановленных копий классики кинематографа. Программа Окна в мир предусматривает показ десятков фильмов со всего мира, отмеченных критиками в прошедшем году в ходе других главных фестивалей: Каннского, Берлинского, Венецианского и так далее.

## Фестивали по годам
- Международный кинофестиваль в Бангкоке 2003 года
- Международный кинофестиваль в Бангкоке 2004 года
- Международный кинофестиваль в Бангкоке 2005 года

## Комментарии
1. ↑  Киннары — полубожественные существа в индуизме, небесные танцоры, певцы и музыканты. Имели облик людей с конскими головами или птиц с головами людей.